# 百利家乐

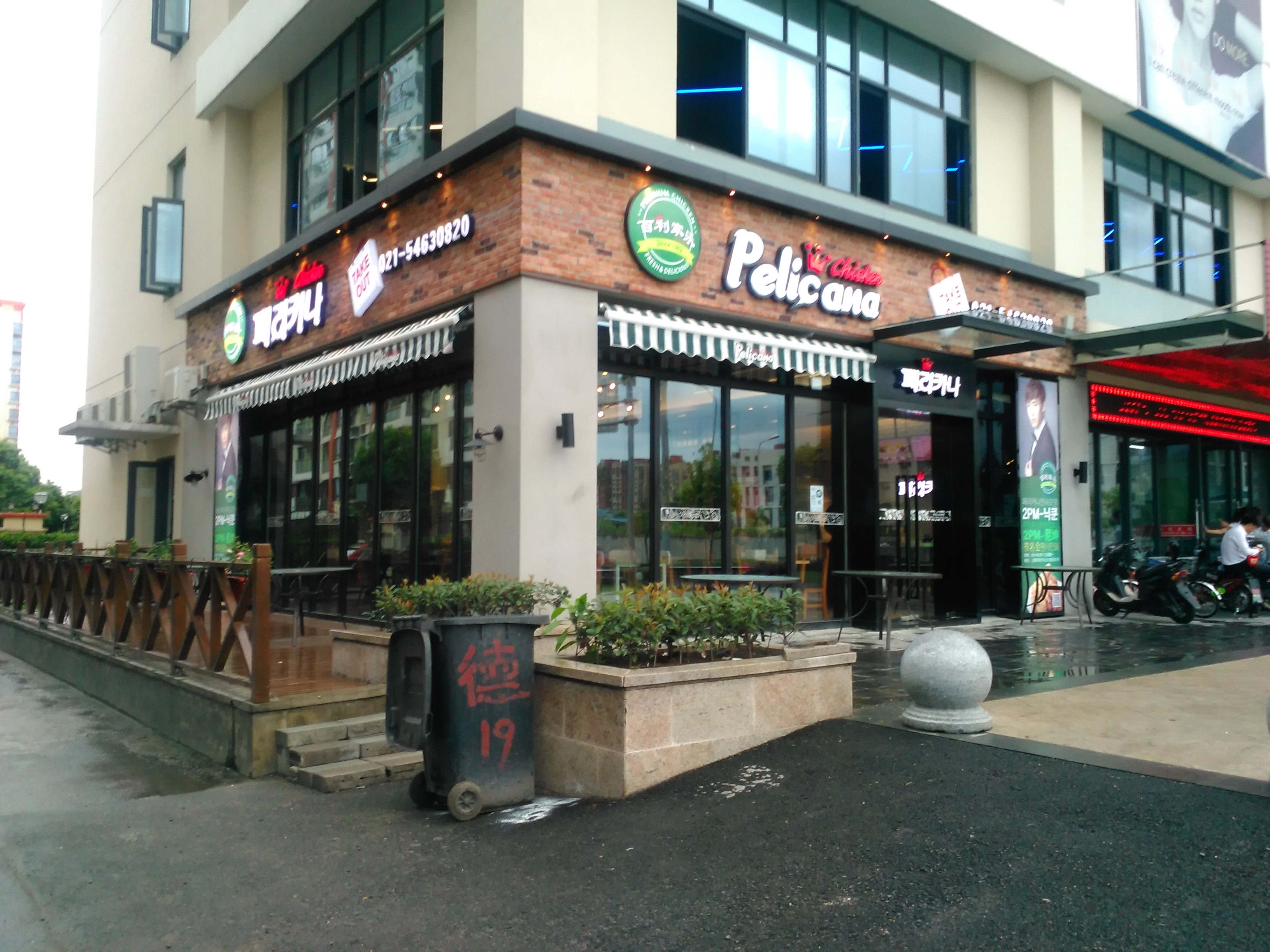
百利家乐 - 上海

百利家乐 （韓語：페리카나 Chicken），1982年創立，是一个韩国快餐连锁公司，总部在忠清南道鷄龙市。先後於美國、加拿大、馬來西亞、澳洲、中國、汶萊等海外市場展店，目前已擁有超過2000家連鎖分店，在全球速食店店家數排行佔一席位。

## 品牌歷史
- 1982年4月27日，成立Pelicana商社(大田市佳状洞)
- 1984年11月3日，注册Pelicana商标
- 1992年2月1日，成立Pelicana.U.S.A.inc(美國 L.A）
- 1994年8月10日，設立中國貿易有限公司(中國 上海)
- 2011年12月5日，榮獲Korea Life Style Awaard農林水產食品大獎
- 2012年5月29日，進軍東南亞及大洋洲市場
- 2013年3月25日，進軍蒙古市场
- 2013年11月21日，進軍美国市场
- 2017年10月21日，Pelicana台北旗艦店開幕

## 品牌代言人
歷年品牌代言人為sisitar （页面存档备份，存于）、2pm、卜寶劍，2017年則為金所炫。